# Eberbach (Baden)
Eberbach (phát âm tiếng Đức: [ˈeːbɐbax] ⓘ; nam Franken: Ewwerbach) là một thị trấn ở phía bắc bang Baden-Württemberg, Đức. Nơi đây nằm cách Heidelberg 33 km về phía đông.